# Beautiful People Will Ruin Your Life
Beautiful People Will Ruin Your Life è un album del gruppo musicale britannico The Wombats, pubblicato il 9 febbraio 2018.

## Tracce
1. Cheetah Tongue
2. Lemon To A Knife Fight
3. Turn
4. Black Flamingo
5. White Eyes
6. Lethal Combination
7. Out Of My Head
8. I Only Wear Black
9. Ice Cream
10. Dip You In Honey
11. I Don't Know Why I Like You But I Do